# Episodi di Mystery Science Theater 3000 (settima stagione)
La settima stagione della serie televisiva Mystery Science Theater 3000 è stata trasmessa in anteprima negli Stati Uniti d'America dalla Comedy Central tra il 16 luglio 1994 e il 25 marzo 1995.
| nº | Titolo originale                                                          | Titolo italiano | Prima TV USA      | Prima TV Italia |
| -- | ------------------------------------------------------------------------- | --------------- | ----------------- | --------------- |
| 1  | Girls Town                                                                |                 | 16 luglio 1994    |                 |
| 2  | Invasion USA (con il corto A Date with Your Family)                       |                 | 23 luglio 1994    |                 |
| 3  | The Dead Talk Back (con il corto The Selling Wizard)                      |                 | 30 luglio 1994    |                 |
| 4  | Zombie Nightmare                                                          |                 | 24 novembre 1994  |                 |
| 5  | Colossus and the Headhunters                                              |                 | 20 agosto 1994    |                 |
| 6  | The Creeping Terror                                                       |                 | 17 settembre 1994 |                 |
| 7  | Bloodlust! (con il corto Uncle Jim's Dairy Farm)                          |                 | 3 settembre 1994  |                 |
| 8  | Code Name: Diamond Head (con il corto A Day at the Fair)                  |                 | 1º ottobre 1994   |                 |
| 9  | The Skydivers (con il corto Why Study Industrial Arts?)                   |                 | 27 agosto 1994    |                 |
| 10 | The Violent Years (con il corto Young Man's Fancy)                        |                 | 8 ottobre 1994    |                 |
| 11 | Last of the Wild Horses                                                   |                 | 15 ottobre 1994   |                 |
| 12 | The Starfighters                                                          |                 | 29 ottobre 1994   |                 |
| 13 | The Sinister Urge (con il corto Keeping Clean and Neat)                   |                 | 5 novembre 1994   |                 |
| 14 | San Francisco International                                               |                 | 19 novembre 1994  |                 |
| 15 | Kitten with a Whip                                                        |                 | 23 novembre 1994  |                 |
| 16 | Racket Girls (con il corto Are You Ready for Marriage?)                   |                 | 26 novembre 1994  |                 |
| 17 | The Sword and the Dragon                                                  |                 | 3 dicembre 1994   |                 |
| 18 | High School Big Shot (con il corto Out of This World)                     |                 | 10 dicembre 1994  |                 |
| 19 | Red Zone Cuba (con i corti Speech: Platform, Posture e Appearance)        |                 | 17 dicembre 1994  |                 |
| 20 | Danger!! Death Ray                                                        |                 | 7 gennaio 1995    |                 |
| 21 | The Beast of Yucca Flats (con i corti Money Talks! e Progress Island USA) |                 | 14 gennaio 1995   |                 |
| 22 | Angels Revenge                                                            |                 | 11 marzo 1995     |                 |
| 23 | The Amazing Transparent Man (con il corto The Days of Our Years)          |                 | 18 marzo 1995     |                 |
| 24 | Samson vs. the Vampire Women                                              |                 | 25 marzo 1995     |                 |